# Karl Schultheiss
Karl Schultheiss, né le 21 août 1852 à Munich et y décédé le 21 janvier 1944 est un peintre et graveur bavarois. Il est le fils du peintre et graveur Albrecht Fürchtegott Schultheiss (1823-1909).
À partir de 1870, il étudie la peinture à l'Académie des beaux-arts de Munich avec Wilhelm von Diez et Johann Leonhard Raab.
Au château de Herrenchiemsee, il participe à la décoration, d’après des originaux de Versailles, de la première antichambre. Il peint des dessus de portes du cabinet de travail et de la chambre à coucher (Sacre de Louis XV à Reims et Fête d’un ordre de chevalerie dans la chapelle de Versailles).